# Octopus minor
Espèce
Synonymes
- Octopus (Octopus) minor (Sasaki, 1920)[2]
- Octopus minor minor Sasaki, 1920[3]
- Polypus macropus minor Sasaki, 1920[3]
- Polypus variabilis pardalis Sasaki, 1929[3]
- Polypus variabilis typicus Sasaki, 1929[3]

Statut de conservation UICN

 DD  : Données insuffisantes
Octopus minor est une espèce d'octopodes de la famille des Octopodidae.

## Habitat et répartition
Cette espèce est présente dans les eaux du nord-ouest de l'océan Pacifique, en milieu tempéré, dans des eaux situées entre 86 mètres et 128 mètres.

## Liste des sous-espèces
Selon BioLib (3 décembre 2018) :
- sous-espèce Octopus minor minor (Sasaki, 1920)
- sous-espèce Octopus minor pardalis (Sasaki, 1929)
- sous-espèce Octopus minor typicus (Sasaki, 1929)